# Meiō

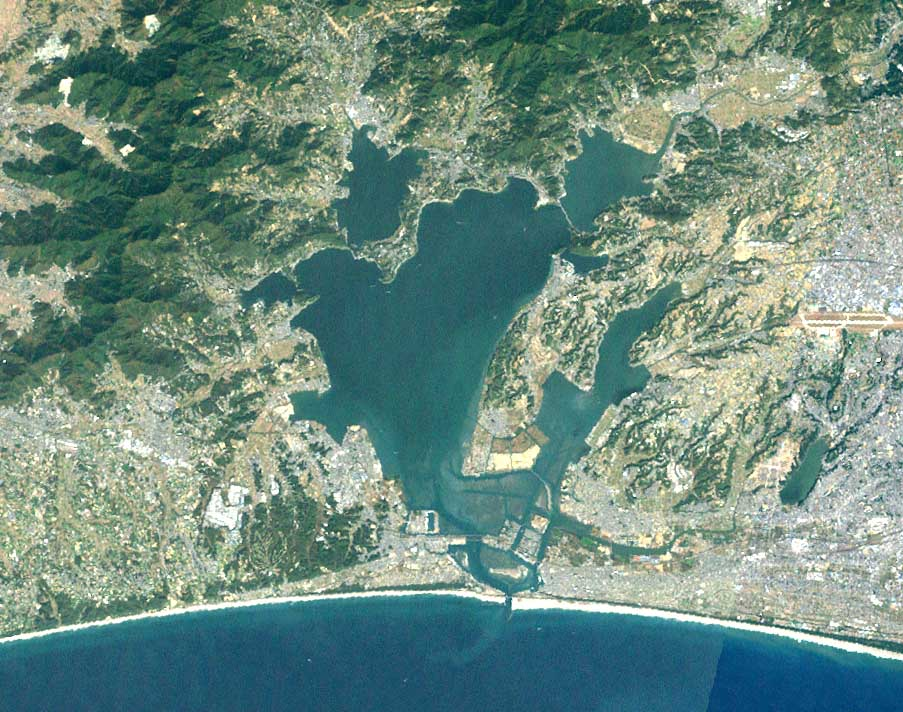
Meiō-jordbävningen förvandlade Hamanasjön till en havsvik.

Meiō (japanska: 明応?, Meiō), 19 juli 1492–29 februari 1501, var en period i den japanska tideräkningen under kejsare Go-Tsuchimikado. Shoguner var Ashikaga Yoshitane och Ashikaga Yoshizumi.
Namnet på perioden hämtades från ett citat ur I Ching.
År Meio 7 inträffar en svår jordbävning i Kantoregionen, den så kallade Meiojordbävningen. Jordbävningen hade en magnitud på mellan 8,2 och 8,4, och dödade mellan 30 000 och 40 000 människor. På jordbävningen följde en förödande tsunami som förvandlade Hamanasjön i Shizuoka prefektur från en insjö till en havsvik med brackvatten.

## Fotnoter
1. ↑  Uppslagsverket Daijirin (大辞林), elektronisk utgåva, Sanseido 2006. Datum enligt den japanska månkalendern som inte helt överensstämmer med den västerländska.
2. ↑  Citatet på klassisk kinesiska: 其徳剛健而文明、応乎天.